# Ralf Stoltze
Ralf Stoltze (* 6. Juli 1956) ist ein deutscher Politiker der SPD. Er ist seit 2022 Abgeordneter im Landtag von Nordrhein-Westfalen.

## Leben
Ralf Stoltze studierte nach dem Abitur ab dem Jahr 1976 Raumplanung in Dortmund. Er arbeitete zuletzt selbstständig als Cutter.

## Partei und Politik
Stoltze trat im Jahr 1988 in die SPD ein und ist Vorsitzender des SPD-Ortsvereins Dortmund-Innenstadt. Er vertritt seine Partei seit 2009 in der Dortmunder Bezirksvertretung Innenstadt-West. Seit 2018 amtiert er als stellvertretender Bezirksbürgermeister.
Bei der Landtagswahl in Nordrhein-Westfalen 2022 gewann er das Direktmandat im Landtagswahlkreis Dortmund I und zog als Abgeordneter in den Landtag von Nordrhein-Westfalen ein.